# Steven Knight
Ne doit pas être confondu avec Steven S. DeKnight.
Steven Knight est un scénariste, producteur et réalisateur britannique pour le cinéma et la télévision, né en 1959 à Marlborough. Il est l'un des trois créateurs de Who Wants to Be a Millionaire?, adapté en France sous le nom de Qui veut gagner des Millions?. Il a également créé la série Peaky Blinders.

## Filmographie

### Scénariste
- 1993-1997 : The Detectives (TV) (31 épisodes)
- 2002 : Dirty Pretty Things de Stephen Frears
- 2006 : Amazing Grace de Michael Apted
- 2007 : Les Promesses de l'ombre (Eastern Promises) de David Cronenberg
- 2013 : Crazy Joe (Hummingbird) de Steven Knight
- 2013 : Closed Circuit de John Crowley
- 2013-2022 : Peaky Blinders (série télévisée)
- 2013 : Locke de Steven Knight
- 2014 : Les Recettes du bonheur (The Hundred-Foot Journey) de Lasse Hallström
- 2014 : Le Prodige (Pawn Sacrifice) d'Edward Zwick (avec Stephen J. Rivele et Christopher Wilkinson)
- 2014 : Le Septième Fils (Seventh Son) de Sergueï Bodrov
- 2015 : À vif ! (Burnt) de John Wells
- 2016 : November Criminals de Sacha Gervasi
- 2016 : Alliés (Allied) de Robert Zemeckis
- 2017 : November Criminals de Sacha Gervasi
- 2017 : Taboo (série télévisée)
- 2018 : Millénium : Ce qui ne me tue pas (The Girl in the Spider's Web) de Fede Alvarez
- 2019 : See (série télévisée)
- 2019 : Serenity
- 2021 : Locked Down de Doug Liman
- 2023 : Great Expectations, mini-série de 6 épisodes diffusée sur la chaîne Hulu
- 2024 : Maria de Pablo Larraín
- 2024 : This Town. Série ecrite et créée pour BBC One par Steve Knight
- 2025 : The Immortal Man de Tom Harper

### Réalisateur
- 1995-1997 : The Detectives (TV) (5 épisodes)
- 2013 : Crazy Joe (Hummingbird)
- 2014 : Locke
- 2019 : Serenity

## Distinctions

### Récompenses
- Prix Edgar-Allan-Poe 2004 : meilleur scénario pour Dirty Pretty Things
- British Independent Film Awards 2013 : meilleur scénario pour Locke

### Nominations
- BAFTA Awards 2003 : meilleur scénario original pour Dirty Pretty Things
- Oscars du cinéma 2004 : meilleur scénario original pour Dirty Pretty Things